# Nicolaaskerk (Vlieland)
De Nicolaaskerk van Vlieland staat in de hoofdplaats Oost-Vlieland.

## Geschiedenis
Op deze locatie stond al vanaf de middeleeuwen een kapel, die voor het eerst vermeld werd in 1245. Later werd deze verheven tot parochiekerk. Doordat het dorp West-Vlieland langzaamaan ontvolkt werd en de bevolking zich in Oost-Vlieland ging vestigen, ontstond de behoefte aan een groter gebouw.
De huidige kerk werd waarschijnlijk in 1605 gebouwd. In 1647 werd deze verbouwd tot een kruiskerk. In 1997 bestond de huidige kerk 350 jaar. Ter gelegenheid daarvan heeft men besloten de kerk "Nicolaaskerk" te gaan noemen. Die benaming is, alhoewel sympathiek, historisch niet verantwoord.

## Inrichting
De kerk heeft een aantal kroonluchters, een koperen én een stenen doopvont en staan er op de balustraden een paar modellen van zeilschepen. Het stenen doopvont komt uit de inmiddels afgebroken Gereformeerde kerk. De scheepsmodellen zijn niet origineel maar zijn sinds 1980  aan de kerk geschonken.

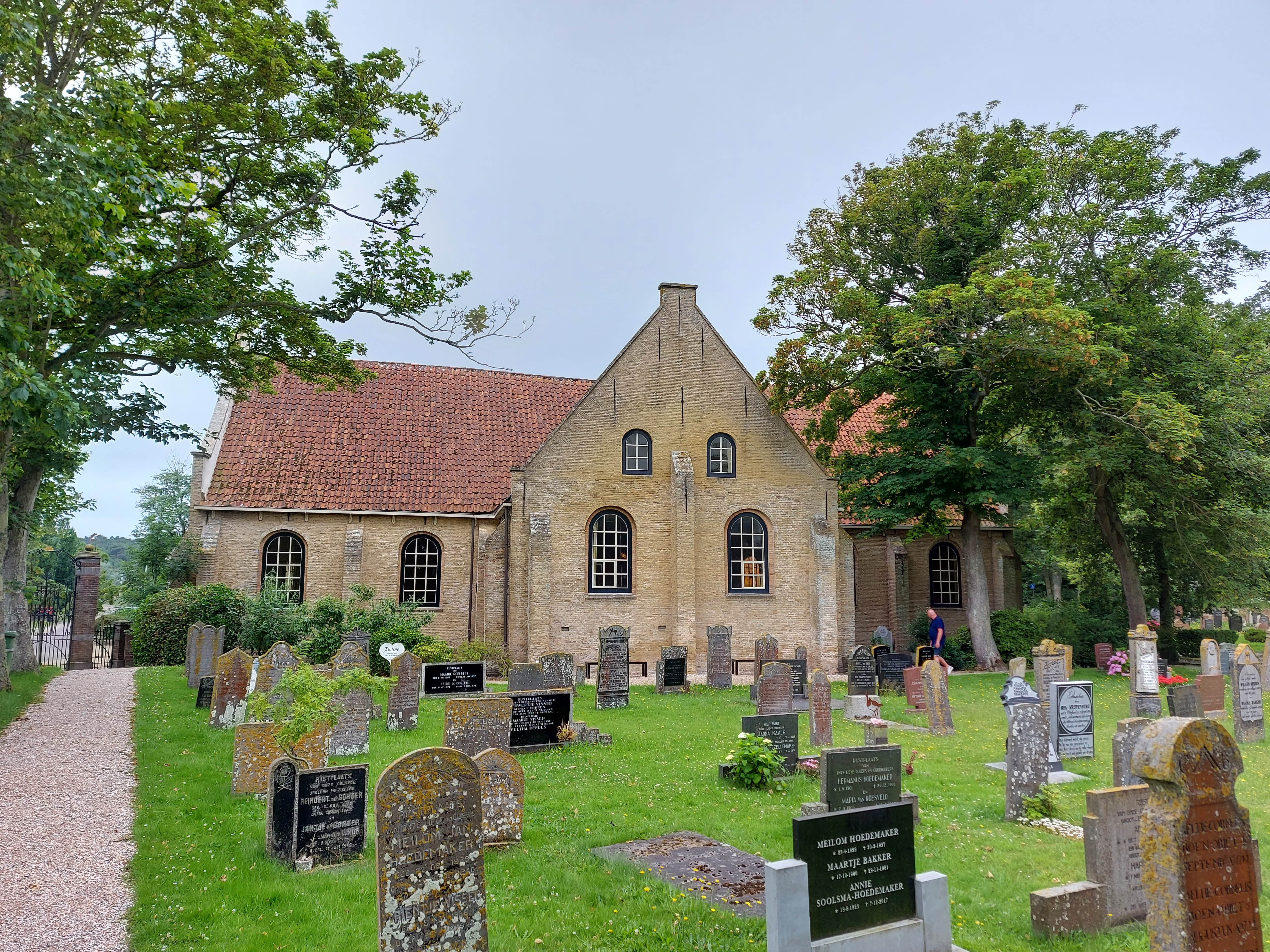
Kerk met begraafplaats
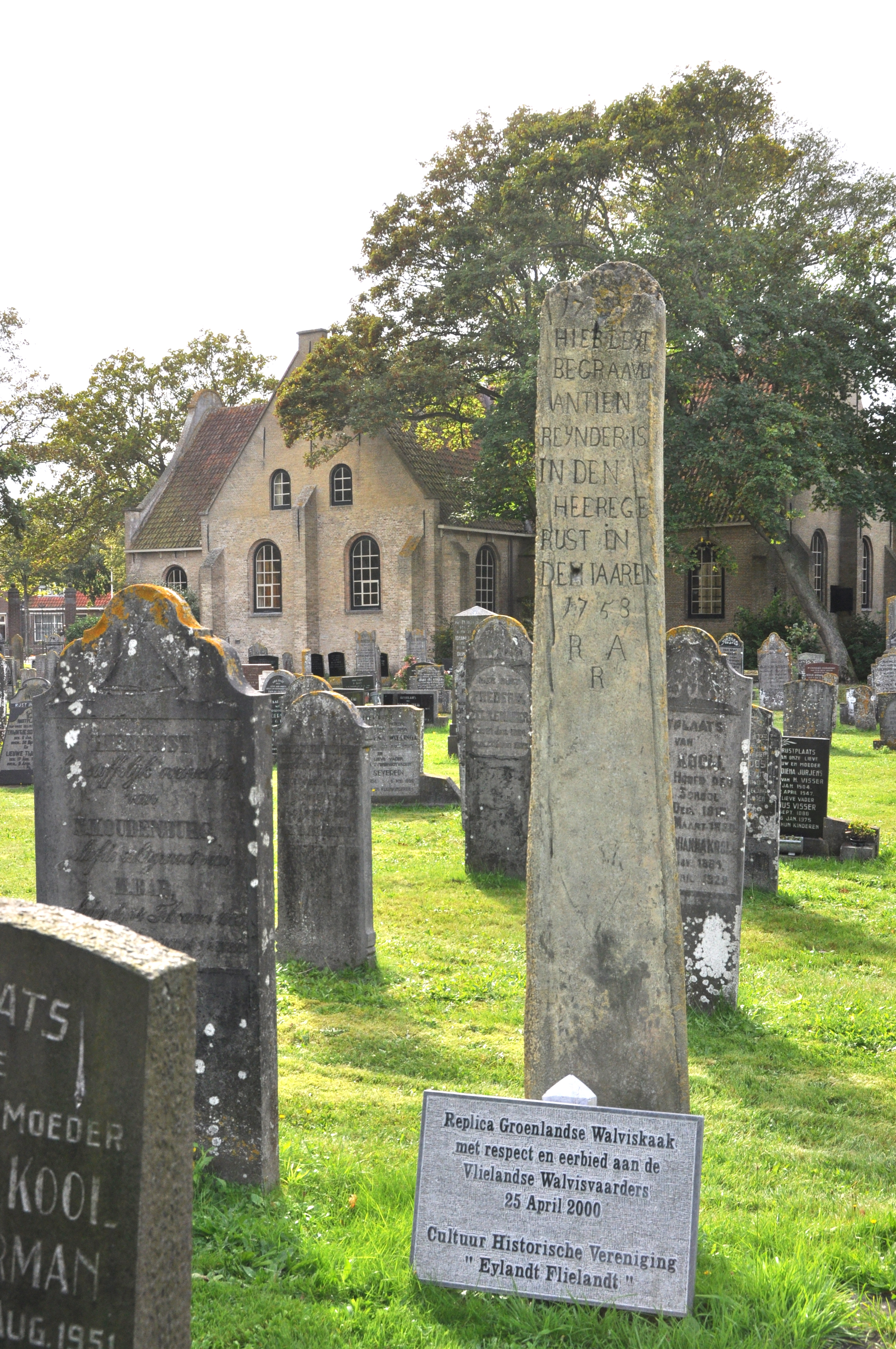
Begraafplaats met walviskaak
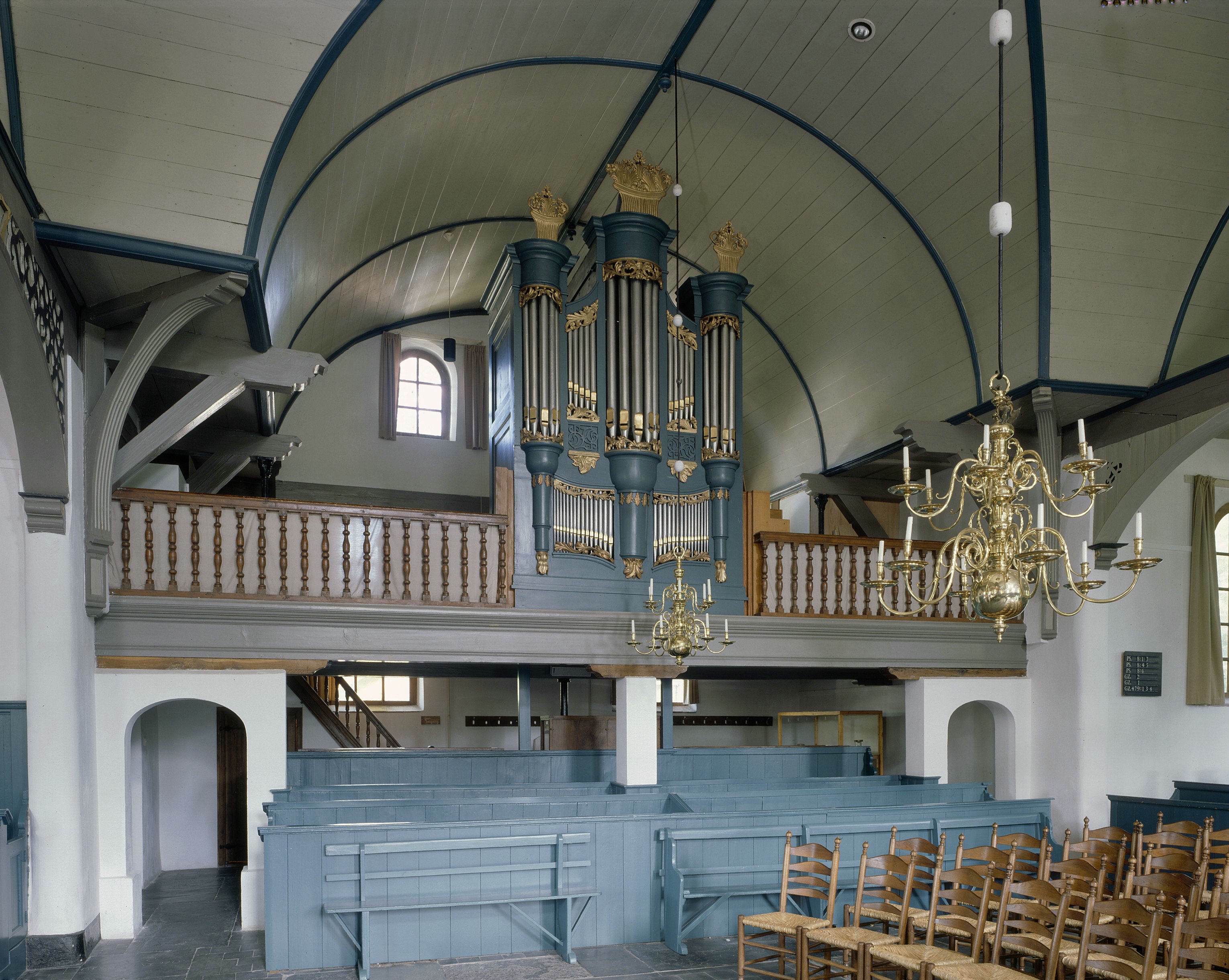
Interieur met orgel

## Orgel
De kerk heeft een orgel uit ca. 1780. De bouwer is onbekend, maar het doet denken aan orgels van H.D Lindsen. Het werd op het vasteland gebouwd en waarschijnlijk door de firma Elbertse in 1879 in de Sint-Nicolaaskerk geplaatst. Het oorspronkelijk eenklaviersinstrument werd in 1953 door de firma Reil met een tweede manuaal uitgebreid. Hier volgt de dispositie:
| Hoofdwerk C-f’’’  |    |
| Prestant*         | 8' |
| Roerfluit**       | 8' |
| Viola di Gamba*** | 8' |
| Octaaf**          | 4' |
| Gedektfluit       | 4' |
| Octaaf*           | 2' |
| Spitsfluit*       | 2' |
| Mixtuur 2-4 st.   |    |

| Onderpositief C-f’’’   |        |
| Holpijp*               | 8'     |
| Roerfluit              | 4'     |
| Octaaf                 | 2'     |
| Quint                  | 1 1/3' |
| Sexquialter 2 st. **** |        |
| Tremulant              |        |

| Pedaal C-d’ |     |
| Subbas      | 16' |

| Koppelingen |
| Ped. + HW   |
| Ped. + OP   |
| OP + HW     |

* met 18e-eeuws pijpwerk
** met 19e-eeuws pijpwerk
*** grotendeels ca. 1900
**** met 2 2/3 uit 19e eeuw